# Yes Indeed!
Yes Indeed! — студийный альбом американского музыканта Рэя Чарльза, выпущенный в 1958 году на лейбле Atlantic Records.
Это вторая из трёх пластинок на лейбле объединяющая синглы. Ray Charles, Yes Indeed! так же заголовок книги и DVD трибьюта, выпущенный в память о Рэе Чарльзе его менеджером Джо Адамсом, The Ray Charles Marketing Group и Genesis Publications в 2009 году.

## Список композиций
Все песни написаны Рэем Чарльзом если не указано обратное.
1. What Would I Do Without You? — 2:32
2. It’s All Right — 2:14
3. I Want to Know — 2:07
4. Yes Indeed! (Сай Оливер) — 2:12
5. Get On the Right Track Baby (Тит Тёрнер/Рэй Чарьл) — 2:19
6. Talkin' About You — 2:48
7. Swanee River Rock (Talkin' 'Bout That River) — 2:15
8. Lonely Avenue (Док Помус) — 2:33
9. Blackjack — 2:17
10. The Sun’s Gonna Shine Again (Сэм Свит) — 2:35
11. I Had a Dream — 2:51
12. I Want a Little Girl (Билли Молл/Мюррэй Менчер) — 2:50
13. Heartbreaker (A. Nugetre) — 2:49
14. Leave My Woman Alone — 2:38